# Optisk linse
En optisk linse er et legeme, der er gennemsigtigt over for lys af den eller de bølgelængder, den skal bruges til. På grund af refraktion vil passerende lys blive afbøjet (lysbrydning), og ved at give linsen en bestemt geometrisk udformning kan man få lysstråler samlet eller spredt på bestemte måder. Linser bruges f.eks. i en lup eller i optiske mikroskoper til at forstørre billedet af et objekt, mens man i briller bruger linser til at kompensere for manglende eller "overskydende" lysafbøjning i øjets naturlige linse.

## Sfæriske linser
Sfæriske linser bruges i billeddannende, optiske instrumenter som f.eks. kikkerter og mikroskoper til at fokusere lysstråler. Det er især linser med lange brændvidder velegnede til, om end en sfærisk linse aldrig kan bringes til at fokusere lyset helt perfekt. På grund af et fænomen kaldet sfærisk aberration vil linser med kort brændvidde fokusere dele af billedet i forskellige afstande fra linsen.

## Andre slags linser
Med andre geometriske udformninger kan man skabe linser med specielle egenskaber eller opnå andre fordele.

### Cylindrisk linse
Cylindriske linser, eller cylinderlinser, har en eller to flader, der følger overfladen af en eller to tænkte cylindere, hvis parallelle akser skærer linsens optiske akse vinkelret. Linser med denne udformning afbøjer lyset på samme måde som en sfærisk linse, men kun i én retning (vinkelret på både cylinderens/-ernes akse(r) og linsens optiske akse).